# Copa J. League 2006
La Copa J. League 2006, también conocida como Copa Yamazaki Nabisco 2006 por motivos de patrocinio, fue la 31.ª edición de la Copa de la Liga de Japón y la 14.ª edición bajo el actual formato.
El campeón fue JEF United Chiba, tras vencer en la final a Kashima Antlers. De esta manera, el conjunto de la capital de la prefectura de Chiba revalidó el título obtenido el año anterior.

## Formato de competición
Se ha seguido la reglamentación del año anterior. Sin embargo, en la Liga de Campeones de la AFC 2006 uno de los dos representantes de Japón, Tokyo Verdy 1969, pertenecía a la segunda división en este momento, de modo tal que el método empleado en la fase de grupos sería un tanto especial. Además, en la fase final fue adoptada por primera vez la regla del gol de visitante.
- Formaron parte del torneo los 18 equipos que participaron de la J. League Division 1 2006.
  - Gamba Osaka, clasificado para la Liga de Campeones de la AFC 2006, estuvo exento de participar en la fase de grupos e ingresó directamente a cuartos de final.
  - A pesar de haber participado en el mencionado torneo continental, Tokyo Verdy 1969 no fue elegido para ser sorteado porque disputaba la J. League Division 2.
- Fase de grupos: se fijó el 29 de marzo para el inicio de la participación de los restantes 17 equipos, que fueron divididos en cuatro grupos: tres de cuatro clubes cada uno y el restante de cinco conjuntos.
  - El sorteo de cada grupo se determinó sobre la base de las posiciones de la liga de la temporada anterior.
  - En los tres grupos de cuatro clubes, cada cuadro debió disputar seis juegos en total -tres de local y tres de visitante-.
  - En la zona de cinco conjuntos, se tomó la decisión de reducir fechas para que cada cuadro tuviera que jugar, como en los otros casos, seis partidos en total -tres de local y tres de visitante-. De otra manera, habrían sido ocho partidos los que hubiesen disputado -cuatro de local y cuatro de visitante-.
  - Para determinar el orden de clasificación de los equipos se utilizó el siguiente criterio:

1. Puntos obtenidos.
2. Diferencia de goles.
3. Goles a favor.
4. Sorteo.
Los cuatro ganadores de grupo junto con los tres mejores segundos avanzaron a la fase final del torneo.
- Fase final: se llevó a cabo entre los siete clubes provenientes de la primera fase junto con Gamba Osaka.
  - El sorteo estuvo determinado de manera pública para cada uno de los cuartos de final y las semifinales.
  - En cuartos de final y semifinales se enfrentaron en serie de dos partidos, a ida y vuelta. En caso de igualdad en el total de goles, se aplicaría la regla del gol de visitante y si aún persistía el empate se realizaría una prórroga, en donde ya no tendrían valor los goles fuera de casa. De continuar la igualdad en el marcador global, se realizaría una tanda de penales.
  - La final se jugó a un solo partido. En caso de empate en los 90 minutos se haría una prórroga; si aún persistía la igualdad se ejecutaría una tanda de penales.

## Calendario
| Etapa          | Ronda            | Ida                         | Vuelta                   | Observaciones                                                                        |
| -------------- | ---------------- | --------------------------- | ------------------------ | ------------------------------------------------------------------------------------ |
| Fase de grupos | Fecha 1          | 29 de marzo de 2006         | 29 de marzo de 2006      | Sin observaciones                                                                    |
| Fase de grupos | Fecha 2          | 5 de abril de 2006          | 5 de abril de 2006       | Solo válido para Grupo D                                                             |
| Fase de grupos | Fecha 2          | 12 de abril de 2006         | 12 de abril de 2006      | Solo válido para Grupo A, Grupo B y Grupo C                                          |
| Fase de grupos | Fecha 3          | 12 de abril de 2006         | 12 de abril de 2006      | Solo válido para Grupo D                                                             |
| Fase de grupos | Fecha 3          | 26 de abril de 2006         | 26 de abril de 2006      | Solo válido para Grupo A, Grupo B y Grupo C                                          |
| Fase de grupos | Fecha 4          | 26 de abril de 2006         | 26 de abril de 2006      | Solo válido para Grupo D                                                             |
| Fase de grupos | Fecha 4          | 14 de mayo de 2006          | 14 de mayo de 2006       | Solo válido para Grupo A, Grupo B y Grupo C                                          |
| Fase de grupos | Fecha 5          | 10 de mayo de 2006          | 10 de mayo de 2006       | Solo válido para Grupo D                                                             |
| Fase de grupos | Fecha 5          | 17 y 18 de mayo de 2006     | 17 y 18 de mayo de 2006  | Solo válido para Grupo A, Grupo B y Grupo C                                          |
| Fase de grupos | Fecha 6          | 14 de mayo de 2006          | 14 de mayo de 2006       | Solo válido para Grupo D                                                             |
| Fase de grupos | Fecha 6          | 21 de mayo de 2006          | 21 de mayo de 2006       | Solo válido para Grupo A, Grupo B y Grupo C                                          |
| Fase de grupos | Fecha 7          | 17 y 18 de mayo de 2006     | 17 y 18 de mayo de 2006  | Solo válido para Grupo D                                                             |
| Fase de grupos | Fecha 8          | 21 de mayo de 2006          | 21 de mayo de 2006       | Solo válido para Grupo D                                                             |
| Fase final     | Cuartos de final | 3 y 4 de junio de 2006      | 7 y 8 de junio de 2006   | Inicio de participación del equipo clasificado a la Liga de Campeones de la AFC 2006 |
| Fase final     | Semifinales      | 2 y 3 de septiembre de 2006 | 20 de septiembre de 2006 | Participación de los ganadores de los cuartos de final                               |
| Fase final     | Final            | 3 de noviembre de 2006      | 3 de noviembre de 2006   | Participación de los ganadores de las semifinales                                    |

## Fase de grupos

### Grupo A
| Equipo              | Pts | PJ | PG | PE | PP | GF | GC | DG |
| ------------------- | --- | -- | -- | -- | -- | -- | -- | -- |
| Urawa Red Diamonds  | 16  | 6  | 5  | 1  | 0  | 14 | 5  | +9 |
| Yokohama F. Marinos | 10  | 6  | 3  | 1  | 2  | 9  | 8  | +1 |
| Avispa Fukuoka      | 5   | 6  | 1  | 2  | 3  | 4  | 8  | -4 |
| F.C. Tokyo          | 2   | 6  | 0  | 2  | 4  | 1  | 7  | -6 |

| \| Fecha \| Lugar \| Local \| Resultado \| Visitante \| \| ----------- \| -------- \| ------------------- \| --------- \| ------------------- \| \| 29 de marzo \| Yokohama \| Yokohama F. Marinos \| 1:0 \| Avispa Fukuoka \| \| 29 de marzo \| Saitama \| Urawa Red Diamonds \| 2:0 \| F.C. Tokyo \| \| 12 de abril \| Saitama \| Urawa Red Diamonds \| 3:1 \| Avispa Fukuoka \| \| 12 de abril \| Yokohama \| Yokohama F. Marinos \| 2:0 \| F.C. Tokyo \| \| 26 de abril \| Chōfu \| F.C. Tokyo \| 1:2 \| Yokohama F. Marinos \| \| 26 de abril \| Fukuoka \| Avispa Fukuoka \| 1:3 \| Urawa Red Diamonds \| \| 14 de mayo \| Chōfu \| F.C. Tokyo \| 0:1 \| Avispa Fukuoka \| \| 14 de mayo \| Yokohama \| Yokohama F. Marinos \| 1:2 \| Urawa Red Diamonds \| \| 17 de mayo \| Chōfu \| F.C. Tokyo \| 0:0 \| Urawa Red Diamonds \| \| 17 de mayo \| Fukuoka \| Avispa Fukuoka \| 1:1 \| Yokohama F. Marinos \| \| 21 de mayo \| Fukuoka \| Avispa Fukuoka \| 0:0 \| F.C. Tokyo \| \| 21 de mayo \| Saitama \| Urawa Red Diamonds \| 4:2 \| Yokohama F. Marinos \| |          |                     |           |                     |
| Fecha | Lugar    | Local               | Resultado | Visitante           |
| 29 de marzo | Yokohama | Yokohama F. Marinos | 1:0       | Avispa Fukuoka      |
| 29 de marzo | Saitama  | Urawa Red Diamonds  | 2:0       | F.C. Tokyo          |
| 12 de abril | Saitama  | Urawa Red Diamonds  | 3:1       | Avispa Fukuoka      |
| 12 de abril | Yokohama | Yokohama F. Marinos | 2:0       | F.C. Tokyo          |
| 26 de abril | Chōfu    | F.C. Tokyo          | 1:2       | Yokohama F. Marinos |
| 26 de abril | Fukuoka  | Avispa Fukuoka      | 1:3       | Urawa Red Diamonds  |
| 14 de mayo | Chōfu    | F.C. Tokyo          | 0:1       | Avispa Fukuoka      |
| 14 de mayo | Yokohama | Yokohama F. Marinos | 1:2       | Urawa Red Diamonds  |
| 17 de mayo | Chōfu    | F.C. Tokyo          | 0:0       | Urawa Red Diamonds  |
| 17 de mayo | Fukuoka  | Avispa Fukuoka      | 1:1       | Yokohama F. Marinos |
| 21 de mayo | Fukuoka  | Avispa Fukuoka      | 0:0       | F.C. Tokyo          |
| 21 de mayo | Saitama  | Urawa Red Diamonds  | 4:2       | Yokohama F. Marinos |

### Grupo B
| Equipo             | Pts | PJ | PG | PE | PP | GF | GC | DG |
| ------------------ | --- | -- | -- | -- | -- | -- | -- | -- |
| Kawasaki Frontale  | 15  | 6  | 5  | 0  | 1  | 14 | 8  | +6 |
| Kashima Antlers    | 9   | 6  | 3  | 0  | 3  | 12 | 9  | +3 |
| Oita Trinita       | 9   | 6  | 3  | 0  | 3  | 6  | 9  | -3 |
| Kyoto Purple Sanga | 3   | 6  | 1  | 0  | 5  | 10 | 16 | -6 |

| \| Fecha \| Lugar \| Local \| Resultado \| Visitante \| \| ----------- \| -------- \| ------------------ \| --------- \| ------------------ \| \| 29 de marzo \| Kashima \| Kashima Antlers \| 4:1 \| Oita Trinita \| \| 29 de marzo \| Kioto \| Kyoto Purple Sanga \| 3:4 \| Kawasaki Frontale \| \| 12 de abril \| Kashima \| Kashima Antlers \| 3:1 \| Kawasaki Frontale \| \| 12 de abril \| Ōita \| Oita Trinita \| 2:1 \| Kyoto Purple Sanga \| \| 26 de abril \| Kawasaki \| Kawasaki Frontale \| 4:1 \| Kyoto Purple Sanga \| \| 26 de abril \| Ōita \| Oita Trinita \| 1:0 \| Kashima Antlers \| \| 14 de mayo \| Kashima \| Kashima Antlers \| 3:2 \| Kyoto Purple Sanga \| \| 14 de mayo \| Ōita \| Oita Trinita \| 0:2 \| Kawasaki Frontale \| \| 17 de mayo \| Kawasaki \| Kawasaki Frontale \| 1:0 \| Oita Trinita \| \| 17 de mayo \| Kioto \| Kyoto Purple Sanga \| 2:1 \| Kashima Antlers \| \| 21 de mayo \| Kawasaki \| Kawasaki Frontale \| 2:1 \| Kashima Antlers \| \| 21 de mayo \| Okayama \| Kyoto Purple Sanga \| 1:2 \| Oita Trinita \| |          |                    |           |                    |
| Fecha | Lugar    | Local              | Resultado | Visitante          |
| 29 de marzo | Kashima  | Kashima Antlers    | 4:1       | Oita Trinita       |
| 29 de marzo | Kioto    | Kyoto Purple Sanga | 3:4       | Kawasaki Frontale  |
| 12 de abril | Kashima  | Kashima Antlers    | 3:1       | Kawasaki Frontale  |
| 12 de abril | Ōita     | Oita Trinita       | 2:1       | Kyoto Purple Sanga |
| 26 de abril | Kawasaki | Kawasaki Frontale  | 4:1       | Kyoto Purple Sanga |
| 26 de abril | Ōita     | Oita Trinita       | 1:0       | Kashima Antlers    |
| 14 de mayo | Kashima  | Kashima Antlers    | 3:2       | Kyoto Purple Sanga |
| 14 de mayo | Ōita     | Oita Trinita       | 0:2       | Kawasaki Frontale  |
| 17 de mayo | Kawasaki | Kawasaki Frontale  | 1:0       | Oita Trinita       |
| 17 de mayo | Kioto    | Kyoto Purple Sanga | 2:1       | Kashima Antlers    |
| 21 de mayo | Kawasaki | Kawasaki Frontale  | 2:1       | Kashima Antlers    |
| 21 de mayo | Okayama  | Kyoto Purple Sanga | 1:2       | Oita Trinita       |

### Grupo C
| Equipo              | Pts | PJ | PG | PE | PP | GF | GC | DG |
| ------------------- | --- | -- | -- | -- | -- | -- | -- | -- |
| JEF United Chiba    | 13  | 6  | 4  | 1  | 1  | 10 | 7  | +3 |
| Shimizu S-Pulse     | 8   | 6  | 2  | 2  | 2  | 8  | 8  | 0  |
| Albirex Niigata     | 6   | 6  | 1  | 3  | 2  | 7  | 8  | -1 |
| Sanfrecce Hiroshima | 5   | 6  | 1  | 2  | 3  | 7  | 9  | -2 |

| \| Fecha \| Lugar \| Local \| Resultado \| Visitante \| \| ----------- \| --------- \| ------------------- \| --------- \| ------------------- \| \| 29 de marzo \| Chiba \| JEF United Chiba \| 2:1 \| Sanfrecce Hiroshima \| \| 29 de marzo \| Niigata \| Albirex Niigata \| 3:3 \| Shimizu S-Pulse \| \| 12 de abril \| Chiba \| JEF United Chiba \| 3:2 \| Albirex Niigata \| \| 12 de abril \| Shizuoka \| Shimizu S-Pulse \| 2:2 \| Sanfrecce Hiroshima \| \| 26 de abril \| Shizuoka \| Shimizu S-Pulse \| 1:2 \| Albirex Niigata \| \| 26 de abril \| Hiroshima \| Sanfrecce Hiroshima \| 3:4 \| JEF United Chiba \| \| 14 de mayo \| Shizuoka \| Shimizu S-Pulse \| 1:0 \| JEF United Chiba \| \| 14 de mayo \| Hiroshima \| Sanfrecce Hiroshima \| 0:0 \| Albirex Niigata \| \| 17 de mayo \| Hiroshima \| Sanfrecce Hiroshima \| 0:1 \| Shimizu S-Pulse \| \| 18 de mayo \| Niigata \| Albirex Niigata \| 0:0 \| JEF United Chiba \| \| 21 de mayo \| Chiba \| JEF United Chiba \| 1:0 \| Shimizu S-Pulse \| \| 21 de mayo \| Niigata \| Albirex Niigata \| 0:1 \| Sanfrecce Hiroshima \| |           |                     |           |                     |
| Fecha | Lugar     | Local               | Resultado | Visitante           |
| 29 de marzo | Chiba     | JEF United Chiba    | 2:1       | Sanfrecce Hiroshima |
| 29 de marzo | Niigata   | Albirex Niigata     | 3:3       | Shimizu S-Pulse     |
| 12 de abril | Chiba     | JEF United Chiba    | 3:2       | Albirex Niigata     |
| 12 de abril | Shizuoka  | Shimizu S-Pulse     | 2:2       | Sanfrecce Hiroshima |
| 26 de abril | Shizuoka  | Shimizu S-Pulse     | 1:2       | Albirex Niigata     |
| 26 de abril | Hiroshima | Sanfrecce Hiroshima | 3:4       | JEF United Chiba    |
| 14 de mayo | Shizuoka  | Shimizu S-Pulse     | 1:0       | JEF United Chiba    |
| 14 de mayo | Hiroshima | Sanfrecce Hiroshima | 0:0       | Albirex Niigata     |
| 17 de mayo | Hiroshima | Sanfrecce Hiroshima | 0:1       | Shimizu S-Pulse     |
| 18 de mayo | Niigata   | Albirex Niigata     | 0:0       | JEF United Chiba    |
| 21 de mayo | Chiba     | JEF United Chiba    | 1:0       | Shimizu S-Pulse     |
| 21 de mayo | Niigata   | Albirex Niigata     | 0:1       | Sanfrecce Hiroshima |

### Grupo D
| Equipo               | Pts | PJ | PG | PE | PP | GF | GC | DG |
| -------------------- | --- | -- | -- | -- | -- | -- | -- | -- |
| Cerezo Osaka         | 12  | 6  | 3  | 3  | 0  | 8  | 5  | +3 |
| Júbilo Iwata         | 10  | 6  | 3  | 1  | 2  | 10 | 9  | +1 |
| Ventforet Kofu       | 8   | 6  | 2  | 2  | 2  | 8  | 7  | +1 |
| Omiya Ardija         | 7   | 6  | 2  | 1  | 3  | 9  | 10 | -1 |
| Nagoya Grampus Eight | 3   | 6  | 0  | 3  | 3  | 6  | 10 | -4 |

| \| Fecha \| Lugar \| Local \| Resultado \| Visitante \| \| ----------- \| --------- \| -------------------- \| --------- \| -------------------- \| \| 29 de marzo \| Osaka \| Cerezo Osaka \| 1:0 \| Júbilo Iwata \| \| 29 de marzo \| Nagoya \| Nagoya Grampus Eight \| 1:3 \| Ventforet Kofu \| \| 5 de abril \| Iwata \| Júbilo Iwata \| 2:1 \| Omiya Ardija \| \| 12 de abril \| Kōfu \| Ventforet Kofu \| 2:2 \| Júbilo Iwata \| \| 12 de abril \| Osaka \| Cerezo Osaka \| 1:1 \| Nagoya Grampus Eight \| \| 26 de abril \| Saitama \| Omiya Ardija \| 2:3 \| Júbilo Iwata \| \| 26 de abril \| Kōfu \| Ventforet Kofu \| 1:1 \| Nagoya Grampus Eight \| \| 10 de mayo \| Nagoya \| Nagoya Grampus Eight \| 1:2 \| Omiya Ardija \| \| 10 de mayo \| Kōfu \| Ventforet Kofu \| 0:1 \| Cerezo Osaka \| \| 14 de mayo \| Saitama \| Omiya Ardija \| 1:0 \| Ventforet Kofu \| \| 14 de mayo \| Nagoya \| Nagoya Grampus Eight \| 1:1 \| Cerezo Osaka \| \| 17 de mayo \| Saitama \| Omiya Ardija \| 1:1 \| Cerezo Osaka \| \| 18 de mayo \| Iwata \| Júbilo Iwata \| 1:2 \| Ventforet Kofu \| \| 21 de mayo \| Osaka \| Cerezo Osaka \| 3:2 \| Omiya Ardija \| \| 21 de mayo \| Kagoshima \| Júbilo Iwata \| 2:1 \| Nagoya Grampus Eight \| |           |                      |           |                      |
| Fecha | Lugar     | Local                | Resultado | Visitante            |
| 29 de marzo | Osaka     | Cerezo Osaka         | 1:0       | Júbilo Iwata         |
| 29 de marzo | Nagoya    | Nagoya Grampus Eight | 1:3       | Ventforet Kofu       |
| 5 de abril | Iwata     | Júbilo Iwata         | 2:1       | Omiya Ardija         |
| 12 de abril | Kōfu      | Ventforet Kofu       | 2:2       | Júbilo Iwata         |
| 12 de abril | Osaka     | Cerezo Osaka         | 1:1       | Nagoya Grampus Eight |
| 26 de abril | Saitama   | Omiya Ardija         | 2:3       | Júbilo Iwata         |
| 26 de abril | Kōfu      | Ventforet Kofu       | 1:1       | Nagoya Grampus Eight |
| 10 de mayo | Nagoya    | Nagoya Grampus Eight | 1:2       | Omiya Ardija         |
| 10 de mayo | Kōfu      | Ventforet Kofu       | 0:1       | Cerezo Osaka         |
| 14 de mayo | Saitama   | Omiya Ardija         | 1:0       | Ventforet Kofu       |
| 14 de mayo | Nagoya    | Nagoya Grampus Eight | 1:1       | Cerezo Osaka         |
| 17 de mayo | Saitama   | Omiya Ardija         | 1:1       | Cerezo Osaka         |
| 18 de mayo | Iwata     | Júbilo Iwata         | 1:2       | Ventforet Kofu       |
| 21 de mayo | Osaka     | Cerezo Osaka         | 3:2       | Omiya Ardija         |
| 21 de mayo | Kagoshima | Júbilo Iwata         | 2:1       | Nagoya Grampus Eight |

### Mejores segundos
Entre los equipos que finalizaron en el segundo lugar de sus respectivos grupos, los tres mejores avanzaron a cuartos de final.
| Equipo              | Gr | Pts | PJ | PG | PE | PP | GF | GC | DG |
| ------------------- | -- | --- | -- | -- | -- | -- | -- | -- | -- |
| Júbilo Iwata        | D  | 10  | 6  | 3  | 1  | 2  | 10 | 9  | +1 |
| Yokohama F. Marinos | A  | 10  | 6  | 3  | 1  | 2  | 9  | 8  | +1 |
| Kashima Antlers     | B  | 9   | 6  | 3  | 0  | 3  | 12 | 9  | +3 |
| Shimizu S-Pulse     | C  | 8   | 6  | 2  | 2  | 2  | 8  | 8  | 0  |

## Fase final

### Cuadro de desarrollo
|  | Cuartos de final      | Cuartos de final | Cuartos de final    |   |                         | Semifinales           | Semifinales           | Semifinales           |  |                 | Final          | Final          |  |
|  | 3 al 8 de junio       | 3 al 8 de junio  | 3 al 8 de junio     |   |                         | 2 al 20 de septiembre | 2 al 20 de septiembre | 2 al 20 de septiembre |  |                 | 3 de noviembre | 3 de noviembre |  |
|  |                       |                  |                     |   |                         |                       |                       |                       |  |                 |                |                |  |
|  |                       |                  |                     |   |                         |                       |                       |                       |  |                 |                |                |  |
|  | Júbilo Iwata          | 1                | 0                   |   |                         |                       |                       |                       |  |                 |                |                |  |
|  | Júbilo Iwata          | 1                | 0                   |   |                         |                       |                       |                       |  |                 |                |                |  |
|  | Yokohama F. Marinos   | 2                | 2                   |   |                         |                       |                       |                       |  |                 |                |                |  |
|  | Yokohama F. Marinos   | 2                | 2                   |   | Yokohama F. Marinos     | 0                     | 2                     |                       |  |                 |                |                |  |
|  |                       |                  |                     |   | Yokohama F. Marinos     | 0                     | 2                     |                       |  |                 |                |                |  |
|  |                       |                  | Kashima Antlers (v) | 1 | 1                       |                       |                       |                       |  |                 |                |                |  |
|  | Gamba Osaka           | 0                | Kashima Antlers (v) | 1 | 1                       | 0                     |                       |                       |  |                 |                |                |  |
|  | Gamba Osaka           | 0                |                     |   |                         |                       |                       |                       |  |                 |                |                |  |
|  | Kashima Antlers       | 0                | 2                   |   |                         |                       |                       |                       |  |                 |                |                |  |
|  | Kashima Antlers       | 0                | 2                   |   |                         |                       |                       |                       |  | Kashima Antlers | 0              |                |  |
|  |                       |                  |                     |   |                         |                       |                       |                       |  | Kashima Antlers | 0              |                |  |
|  |                       |                  | JEF United Chiba    | 2 |                         |                       |                       |                       |  |                 |                |                |  |
|  | JEF United Chiba      | 5                | JEF United Chiba    | 2 | 3                       |                       |                       |                       |  |                 |                |                |  |
|  | JEF United Chiba      | 5                |                     |   |                         |                       |                       |                       |  |                 |                |                |  |
|  | Cerezo Osaka          | 2                | 2                   |   |                         |                       |                       |                       |  |                 |                |                |  |
|  | Cerezo Osaka          | 2                | 2                   |   | JEF United Chiba (t.s.) | 2                     | 3                     |                       |  |                 |                |                |  |
|  |                       |                  |                     |   | JEF United Chiba (t.s.) | 2                     | 3                     |                       |  |                 |                |                |  |
|  |                       |                  | Kawasaki Frontale   | 2 | 2                       |                       |                       |                       |  |                 |                |                |  |
|  | Kawasaki Frontale (v) | 3                | Kawasaki Frontale   | 2 | 2                       | 2                     |                       |                       |  |                 |                |                |  |
|  | Kawasaki Frontale (v) | 3                |                     |   |                         |                       |                       |                       |  |                 |                |                |  |
|  | Urawa Red Diamonds    | 4                | 1                   |   |                         |                       |                       |                       |  |                 |                |                |  |
|  | Urawa Red Diamonds    | 4                | 1                   |   |                         |                       |                       |                       |  |                 |                |                |  |
|  |                       |                  |                     |   |                         |                       |                       |                       |  |                 |                |                |  |

- En cuartos de final y semifinales, el equipo de arriba es el que ejerció la localía en el partido de vuelta.
- Los horarios de los partidos corresponden al huso horario de Japón: (UTC+9)

### Cuartos de final
| 3 de junio de 2006, 19:05 | Yokohama F. Marinos    | 2:1 (0:1) | Júbilo Iwata | Estadio Internacional, Yokohama                        |                                                        |
|                           | Matsuda 48' · Kubo 88' | Reporte   | Naruoka 43'  | Asistencia: 9.946 espectadores Árbitro(s): Kenji Ōgiya | Asistencia: 9.946 espectadores Árbitro(s): Kenji Ōgiya |

| 8 de junio de 2006, 19:05 | Júbilo Iwata | 0:2 (0:1) | Yokohama F. Marinos    | Estadio Yamaha, Iwata                                     |                                                           |
|                           |              | Reporte   | Marques 19' · Kubo 88' | Asistencia: 4.452 espectadores Árbitro(s): Jōji Kashihara | Asistencia: 4.452 espectadores Árbitro(s): Jōji Kashihara |

| 4 de junio de 2006, 19:00 | Kashima Antlers | 0:0     | Gamba Osaka | Estadio de Kashima, Kashima                               |                                                           |
|                           |                 | Reporte |             | Asistencia: 6.679 espectadores Árbitro(s): Masaaki Iemoto | Asistencia: 6.679 espectadores Árbitro(s): Masaaki Iemoto |

| 8 de junio de 2006, 19:05 | Gamba Osaka | 0:2 (0:0) | Kashima Antlers       | Estadio de la Expo '70 de Osaka, Suita                     |                                                            |
|                           |             | Reporte   | Alex Mineiro 49', 74' | Asistencia: 5.254 espectadores Árbitro(s): Masayoshi Okada | Asistencia: 5.254 espectadores Árbitro(s): Masayoshi Okada |

| 4 de junio de 2006, 15:05 | Cerezo Osaka              | 2:5 (1:1) | JEF United Chiba                        | Estadio Nagai, Osaka                                     |                                                          |
|                           | Pingo 14' · Zé Carlos 70' | Reporte   | Haas 24', 73', 88' · Yamagishi 79', 81' | Asistencia: 7.647 espectadores Árbitro(s): Hajime Matsuo | Asistencia: 7.647 espectadores Árbitro(s): Hajime Matsuo |

| 8 de junio de 2006, 19:00 | JEF United Chiba              | 3:2 (3:1) | Cerezo Osaka                 | Fukuda Denshi Arena, Chiba                                    |                                                               |
|                           | Yamagishi 12' · Haas 23', 27' | Reporte   | Kakimoto 39' · Furuhashi 71' | Asistencia: 6.231 espectadores Árbitro(s): Toshimitsu Yoshida | Asistencia: 6.231 espectadores Árbitro(s): Toshimitsu Yoshida |

| 3 de junio de 2006, 15:05 | Urawa Red Diamonds           | 4:3 (1:2) | Kawasaki Frontale                       | Estadio Urawa Komaba, Saitama                            |                                                          |
|                           | Washington 9', 49', 68', 73' | Reporte   | Juninho 18' · Nakamura 32' · Marcus 63' | Asistencia: 19.292 espectadores Árbitro(s): Akio Okutani | Asistencia: 19.292 espectadores Árbitro(s): Akio Okutani |

| 7 de junio de 2006, 19:04 | Kawasaki Frontale        | 2:1 (1:1) | Urawa Red Diamonds | Estadio Atlético Todoroki, Kawasaki                          |                                                              |
|                           | Ganaha 12' · Juninho 53' | Reporte   | Washington 31'     | Asistencia: 16.342 espectadores Árbitro(s): Yūichi Nishimura | Asistencia: 16.342 espectadores Árbitro(s): Yūichi Nishimura |

### Semifinales
| 2 de septiembre de 2006, 19:00 | Kashima Antlers | 1:0 (1:0) | Yokohama F. Marinos | Estadio de Kashima, Kashima                                 |                                                             |
|                                | Fernando 22'    | Reporte   |                     | Asistencia: 10.602 espectadores Árbitro(s): Masayoshi Okada | Asistencia: 10.602 espectadores Árbitro(s): Masayoshi Okada |

| 20 de septiembre de 2006, 19:00 | Yokohama F. Marinos    | 2:1 (1:0) | Kashima Antlers | Estadio Internacional, Yokohama                                |                                                                |
|                                 | Ueno 18' · Matsuda 82' | Reporte   | Yanagisawa 77'  | Asistencia: 12.583 espectadores Árbitro(s): Kazuhiko Matsumura | Asistencia: 12.583 espectadores Árbitro(s): Kazuhiko Matsumura |

| 3 de septiembre de 2006, 19:01 | Kawasaki Frontale | 2:2 (1:0) | JEF United Chiba          | Estadio Atlético Todoroki, Kawasaki                            |                                                                |
|                                | Juninho 11', 89'  | Reporte   | Sakamoto 75' · Mizuno 79' | Asistencia: 12.117 espectadores Árbitro(s): Toshimitsu Yoshida | Asistencia: 12.117 espectadores Árbitro(s): Toshimitsu Yoshida |

| 20 de septiembre de 2006, 19:00 | JEF United Chiba                       | 3:2 (2:2; 2:0) (t. s.)(1:0 t. s.) | Kawasaki Frontale        | Fukuda Denshi Arena, Chiba                                  |                                                             |
|                                 | Sakamoto 3' · Yamagishi 11' · Abe 119' | Reporte                           | Magnum 55' · Juninho 62' | Asistencia: 9.560 espectadores Árbitro(s): Yūichi Nishimura | Asistencia: 9.560 espectadores Árbitro(s): Yūichi Nishimura |

### Final
| 3 de noviembre de 2006, 14:09 | Kashima Antlers | 0:2 (0:0) | JEF United Chiba     | Estadio Nacional, Tokio                                   |                                                           |
|                               |                 | Reporte   | Mizuno 80' · Abe 82' | Asistencia: 44.704 espectadores Árbitro(s): Tōru Kamikawa | Asistencia: 44.704 espectadores Árbitro(s): Tōru Kamikawa |

#### Detalles
| 21         | Guardameta     | Hitoshi Sogahata   |     |
| 7          | Defensa        | Tōru Araiba        |     |
| 3          | Defensa        | Daiki Iwamasa      |     |
| 4          | Defensa        | Gō Ōiwa            | 85' |
| 18         | Defensa        | Fábio Santos       |     |
| 24         | Centrocampista | Takeshi Aoki       |     |
| 26         | Centrocampista | Chikashi Masuda    |     |
| 25         | Centrocampista | Takuya Nozawa      |     |
| 11         | Centrocampista | Masaki Fukai       | 85' |
| 13         | Delantero      | Atsushi Yanagisawa |     |
| 9          | Delantero      | Alex Mineiro       | 85' |
| Entrenador | Entrenador     | Paulo Autuori      |     |

| 30         | Guardameta     | Masahiro Okamoto |     |
| 4          | Defensa        | Hiroki Mizumoto  |     |
| 15         | Defensa        | Kōji Nakajima    |     |
| 3          | Defensa        | Daisuke Saitō    |     |
| 8          | Centrocampista | Kōki Mizuno      |     |
| 6          | Centrocampista | Yūki Abe         |     |
| 7          | Centrocampista | Yūto Satō        |     |
| 16         | Centrocampista | Satoru Yamagishi |     |
| 22         | Centrocampista | Naotake Hanyū    | 83' |
| 10         | Delantero      | Mario Haas       | 28' |
| 18         | Delantero      | Seiichirō Maki   |     |
| Entrenador | Entrenador     | Amar Osim        |     |

| 23 | Centrocampista | Shinzō Kōroki    | 85' |
| 19 | Delantero      | Yūzō Tashiro     | 85' |
| 10 | Centrocampista | Masashi Motoyama | 85' |

| 2  | Centrocampista | Masataka Sakamoto | 28' |
| 20 | Centrocampista | Kōhei Kudō        | 83' |

| Anotado | 80' | Kōki Mizuno | 0-1 |
| Anotado | 82' | Yūki Abe    | 0-2 |

| Amonestado | 11' | Fábio Santos |
| Amonestado | 56' | Tōru Araiba  |

| Árbitro             | Tōru Kamikawa     |
| Árbitros asistentes | Masatoshi Shibata |
| Árbitros asistentes | Tōru Sagara       |
| Cuarto árbitro      | Jōji Kashihara    |

| 21         | Guardameta     | Hitoshi Sogahata   |     |
| 7          | Defensa        | Tōru Araiba        |     |
| 3          | Defensa        | Daiki Iwamasa      |     |
| 4          | Defensa        | Gō Ōiwa            | 85' |
| 18         | Defensa        | Fábio Santos       |     |
| 24         | Centrocampista | Takeshi Aoki       |     |
| 26         | Centrocampista | Chikashi Masuda    |     |
| 25         | Centrocampista | Takuya Nozawa      |     |
| 11         | Centrocampista | Masaki Fukai       | 85' |
| 13         | Delantero      | Atsushi Yanagisawa |     |
| 9          | Delantero      | Alex Mineiro       | 85' |
| Entrenador | Entrenador     | Paulo Autuori      |     |

| 30         | Guardameta     | Masahiro Okamoto |     |
| 4          | Defensa        | Hiroki Mizumoto  |     |
| 15         | Defensa        | Kōji Nakajima    |     |
| 3          | Defensa        | Daisuke Saitō    |     |
| 8          | Centrocampista | Kōki Mizuno      |     |
| 6          | Centrocampista | Yūki Abe         |     |
| 7          | Centrocampista | Yūto Satō        |     |
| 16         | Centrocampista | Satoru Yamagishi |     |
| 22         | Centrocampista | Naotake Hanyū    | 83' |
| 10         | Delantero      | Mario Haas       | 28' |
| 18         | Delantero      | Seiichirō Maki   |     |
| Entrenador | Entrenador     | Amar Osim        |     |

| 23 | Centrocampista | Shinzō Kōroki    | 85' |
| 19 | Delantero      | Yūzō Tashiro     | 85' |
| 10 | Centrocampista | Masashi Motoyama | 85' |

| 2  | Centrocampista | Masataka Sakamoto | 28' |
| 20 | Centrocampista | Kōhei Kudō        | 83' |

| Anotado | 80' | Kōki Mizuno | 0-1 |
| Anotado | 82' | Yūki Abe    | 0-2 |

| Amonestado | 11' | Fábio Santos |
| Amonestado | 56' | Tōru Araiba  |

| Árbitro             | Tōru Kamikawa     |
| Árbitros asistentes | Masatoshi Shibata |
| Árbitros asistentes | Tōru Sagara       |
| Cuarto árbitro      | Jōji Kashihara    |

|                                     |
| Bandera de Prefectura de Chiba      |
| Campeón JEF United Chiba 2.º título |

## Estadísticas

### Goleadores
| Jugador                                        | Club               | Goles | PJ |
| ---------------------------------------------- | ------------------ | ----- | -- |
| Washington                                     | Urawa Red Diamonds | 9     | 6  |
| Juninho                                        | Kawasaki Frontale  | 6     | 10 |
| Alex Mineiro                                   | Kashima Antlers    | 5     | 9  |
| Mario Haas                                     | JEF United Chiba   | 5     | 8  |
| Satoru Yamagishi                               | JEF United Chiba   | 5     | 10 |
| Marcus                                         | Tokyo Verdy 1969   | 4     | 8  |
| Akinori Nishizawa                              | Cerezo Osaka       | 4     | 6  |
| Última actualización: 27 de septiembre de 2016 |                    |       |    |

### Mejor Jugador
| Jugador     | Club             |
| ----------- | ---------------- |
| Kōki Mizuno | JEF United Chiba |

### Premio Nuevo Héroe
El Premio Nuevo Héroe es entregado al mejor jugador del torneo menor de 23 años.
| Jugador            | Club              |
| ------------------ | ----------------- |
| Hiroyuki Taniguchi | Kawasaki Frontale |